# Olli Parviainen
Olli Juhani Parviainen, född 23 juni 1933 i Nilsiä, död 20 juni 2025, var en finländsk arkitekt.
Parviainer utexaminerades från Tekniska högskolan i Helsingfors 1959. Han praktiserade 1959–1960 i Stockholm hos Georg Varhelyi och 1960–1962 hos Olli Kivinen; tjänstgjorde 1962–1964 som stadsplanearkitekt i Esbo, varefter han grundade egen byrå 1965.
Han har även verkat som timlärare vid Konstindustriella högskolan i Helsingfors och producerat fyra tv-program om finländsk arkitektur åren 1910–1960.

## Verk i urval
- Hotell Arctia i Esbo
- Siemens fabriker i Bergans, Esbo
- Airport Hotel i Vanda
- Lohja Electronics i Esbo
- Hotell Pasila i Helsingfors
- Esbo stads förvaltningsbyggnader och personalrestaurang
- Sinebrychoffs bryggeri i Kervo
- Mässcentrets hotell i Böle